# Silická Jablonica
Silická Jablonica é um município da Eslováquia, situado no distrito de Rožňava, na região de Košice. Tem 25,57 km² de área e sua população em 2018 foi estimada em 187 habitantes.

## Demografia
| Ano:        | 1994 | 2004    | 2014    | 2024    |
| ----------- | ---- | ------- | ------- | ------- |
| Broj ljudi: | 281  | 231     | 194     | 172     |
| Razlika:    |      | -17,79% | -16,01% | -11,34% |

| Ano:               | 2023 | 2024   |
| ------------------ | ---- | ------ |
| Número de pessoas: | 179  | 172    |
| Diferença:         |      | -3,91% |